# Miss Piggy
Miss Piggy è un personaggio dei Muppet interpretato principalmente da Frank Oz nel Muppet Show. Nel 2001 Eric Jacobson ha iniziato a ricoprirne il ruolo, anche se Oz non ha mai ufficializzato il suo abbandono fino al 2002. È una maialina convinta di essere destinata alla celebrità. Si presenta come essenza del fascino femminile, ma può diventare molto violenta ogni volta che pensa di essere stata insultata o ostacolata. Miss Piggy ama Kermit, e lo ha sempre soffocato di baci, ma quando viene irritata, lo colpisce con un colpo di karate mettendolo al tappeto. Frequenta corsi di karate ed ha un barboncino di nome Foo-Foo.

## Storia
La prima apparizione conosciuta di Miss Piggy avviene nella presenza speciale dei Muppet nello speciale televisivo di Herb Alpert: Herb Alpert & The Tijuana Brass, in onda il 13 ottobre 1974, su ABC. In quella apparizione, la voce di Miss Piggy era notevolmente più nasale e stridula ed al posto di Frank Oz, il suo esecutore è stato Jerry Nelson. Successivamente, Piggy comparve nel pilota del Muppet Show intitolato The Muppet Show: Sex and Violence andato in onda su ABC nel 1975 dove aveva occhietti neri luccicanti ed una voce squillante eseguita da Eren Ozker.
Con l'inizio del Muppet Show nel 1976, Miss Piggy comparve con un aspetto più familiare: aveva grossi occhi azzurri, un abito bianco e con il trascorrere della serie iniziò ad accanirsi su Kermit, l'amore della sua vita.
Miss Piggy è iniziata ad apparire nel Muppet Show come un personaggio minore, ma a poco a poco si sviluppò diventando uno dei personaggi principali dello spettacolo. Nei primi episodi della prima stagione del Muppet Show, l'esecutore principale di Piggy era Richard Hunt (dandole una voce più calda), e Frank Oz si esibiva solo occasionalmente. Intorno alla metà della prima stagione, quest'ultimo diventa l'esecutore di Piggy a tempo pieno.

## Filmografia
- Muppet Show (1976-1981) - TV
- Ecco il film dei Muppet (1979)
- Giallo in casa Muppet (1981)
- I Muppet alla conquista di Broadway (1984)
- Muppet Babies (1984-1991) - TV
- Festa in casa Muppet (1992)
- I Muppet nell'isola del tesoro (1996)
- Muppets Tonight (1996-1997) - TV
- I Muppets venuti dallo spazio (1999)
- Natale con i Muppet (2002) - TV
- I Muppet e il mago di Oz (2005) - TV
- A Muppets Christmas: Letters to Santa (2008) - TV
- Studio DC: Almost Live (2008) - TV
- I Muppet (2011)
- Lady Gaga & the Muppets' Holiday Spectacular (2013) - TV
- Muppets 2 - Ricercati (2014)
- I Muppet (2015-2016) - TV

## Curiosità
- Era doppiata da Laurie O'Brien in Muppet Babies di Jim Henson e da Hal Rayle in Jim Henson's Little Muppet Monsters.
- Nel 1996 TV Guide l'ha inserita alla 23ª posizione nella classifica delle 50 più grandi Stelle della TV di tutti i tempi.
- Nel 2012 ha inoltre partecipato ad un episodio della serie di Disney Channel, So Random.
- Nel 2011, per l'evento del film I Muppet, comparve in un'intervista su Take Two with Phineas and Ferb.